# Anthropolinguistique
L'anthropolinguistique est l'étude des relations entre le langage et la culture, mais aussi des relations entre la biologie humaine, la cognition et le langage. Cette notion est à la croisée d'autres domaines, notamment de l'ethnolinguistique, qui est une branche de l'anthropologie étudiant les Hommes « par le biais » du langage qu'ils utilisent.
Mais peu importe son nom, ce domaine a eu un impact conséquent sur les études de disciplines telles que la perception visuelle (en particulier la couleur) et la démocratie biorégionale, qui s'intéressent toutes deux aux distinctions linguistiques dues à la perception de l'environnement.
L'ethnolinguistique conventionnelle a aussi des conséquences sur la sociologie et l'auto-organisation des peuples. L'étude sur les Punan révèle par exemple que dans la langue qu'ils utilisent, il y a six mots distincts dont la meilleure traduction est « nous »[réf. nécessaire]. L'anthropolinguistique étudie ces distinctions et les rattache à des types de sociétés et à l'adaptation corporelle établie aux sens. De la même manière, elle étudie les distinctions faites dans les langages en fonction de nombreux critères et observe la tendance à augmenter la diversité des termes. Cela prouve bien qu'il y a des distinctions qu'un corps « doit » faire dans un environnement, ce qui l'amène à une connaissance contextuelle, et éventuellement à une éthique contextuelle, dont la preuve finale est la multitude des différents termes utilisés pour désigner « nous ».

## Domaines relatifs
L'anthropolinguistique s'intéresse à :
- la linguistique descriptive (ou synchronique) : description des dialectes (forme de langage utilisée par une communauté linguistique spécifique). Ces études incluent la phonologie, la morphologie, la syntaxe, la sémantique et la grammaire.
- la linguistique historique (ou diachronique) : description des évolutions des dialectes et des langages à travers le temps. Ces études incluent les recherches sur les divergences linguistiques et les phylums (les familles de langues), la linguistique comparée, l'étymologie et la philologie.
- l’ethnolinguistique : analyse des relations entre culture, mode de pensée et langage.
- la sociolinguistique : analyse des fonctions sociales du langage ainsi que des relations sociales, politiques et économiques parmi et entre les membres des communautés linguistiques.

## Travaux récents
Mark Fettes, dans « Steps Towards an Ecology of Language » (1996), recherchait « une théorie de l'écologie du langage qui pourrait intégrer des traditions naturalistes et critiques » ; et dans « An Ecological Approach to Language Renewal » (1997), il cherchait à se diriger vers une écologie de transformation à l'aide d'un ensemble d'outils plus actifs, et peut-être plus élaborés, dans le langage. On franchit peut-être là une ligne entre la science et l'activisme politique, mais on reste cependant dans la tradition des études anthropologiques effectuées à l'aide d'une observation participante. Cela se rattache à des problèmes rencontrés dans la philosophie critique (par exemple, la dichotomie sujet / objet).
À de nombreux égards, l'ethnolinguistique et l'anthropolinguistique se rejoignent dans leur objet d'étude. Ces deux domaines s'intéressent à la relation qui existe entre le langage et la culture. Tous deux travaillent selon le concept de vision du monde. Mais au contraire de l'anthropolinguistique, discipline appartenant à l'anthropologie, et qui de ce fait se concentre sur l'homme et sur l'individu en tant que représentant de sa culture, les ethnolinguistes s'intéressent aux différents modes d'expression et de communication des individus. Les ethnolinguistes prêtent attention aux relations entre le discours et le langage, tandis que les anthropolinguistes ont tendance à dresser des conclusions plus générales sur le vocabulaire et la grammaire. Anna Wierzbicka est l'une des représentantes les plus renommées de l'ethnolinguistique dans les pays anglophones. James W. Underhill, le fondateur et directeur du Rouen Ethnolinguistics Project, http://rep.univ-rouen.fr redéfinit ce terme dans son ouvrage « Ethnolinguistics and Cultural Concepts: truth, love, hate & war » (Cambridge University Press 2012).
Voir anthropologie, linguistique.